# Рот, Юрген
Юрген Рот (нем. Jürgen Roth; 4 ноября 1945 — 28 сентября 2017) — немецкий публицист и криминальный журналист.
В молодости работал экспедитором, в конце 1960-х гг. в течение года жил в Турции. В 1971 году дебютировал как публицист книгой «Бедность в Федеративной республике» (нем. Armut in der Bundesrepublik). В последующих книгах отдавал предпочтение резонансной расследовательской журналистике, выступая с масштабными обвинениями в адрес различных представителей политической элиты разных стран. Против Рота неоднократно выдвигались судебные иски, в том числе политиками Герхардом Шрёдером и министром внутренних дел Болгарии Руменом Петковым.